# 劉香江
劉香江（1982年11月4日—），女，出生於南定省，越南的流行音樂、节奏布鲁斯、另类摇滚詞曲創作歌手。2004年的參加電視真人秀歌唱節目《金星会合点》第一季，在比賽中得到第十名。

## 生平
劉香江出生在一個具有藝術傳統的虔誠天主教家庭，父親是音樂家劉孟強，母親是歌手清和，姐姐是音樂家劉天香。在從事專業歌唱事業之前，參加過《河內市青年的好聲音》、《河內市好聲音節》和《金星会合点》等多項比賽。除了是歌手，她還是詞曲作者，她演唱的《太愛了》（Quá yêu）、《不要回頭》（Đừng ngoảnh lại）、《請給我時間》（Hãy cho em thời gian）等歌曲都是她自己作曲的。
2009年與音樂家胡懷英結婚，育有兩女。2013年、2014年、2015年、2018年、2021年在越南歌唱選秀節目《越南兒童之聲》陸續擔任第一、二、三、六、八季導師。

## 音樂作品

### 專輯
- Tôi là Lưu Hương Giang／我是劉香江 (2005)
- Cải bắp／捲心菜 (2007)
- Chuyển động／轉動 (2009)
- Hãy cho em thời gian／請給我時間 (2013)

### EP
- Đừng ngoảnh lại／不要回頭 (2011)